# Imperatore Ming
Imperatore Ming 汉明帝 (15 giugno 28 – 5 settembre 75) è stato un imperatore cinese della dinastia Han che governò dal 58 al 75. È stato il secondo imperatore degli Han orientali.
Era il quarto figlio e il secondo principe ereditario dell'imperatore Guangwu. Fu durante il regno dell'imperatore Ming che il buddismo iniziò a diffondersi in Cina.
L'imperatore Ming era un amministratore laborioso e abile dell'impero, che mostrava integrità e richiedeva integrità ai suoi funzionari. Estese il controllo cinese sul bacino del Tarim e sradicò l' influenza Xiongnu, attraverso le conquiste del suo generale Ban Chao.
I regni dell'Imperatore Ming e di suo figlio, l'Imperatore Zhang, erano tipicamente considerati l'età d'oro dell'Impero Han orientale e conosciuti come i regni di Ming e Zhang.

## Contesto familiare
Liu Yang era figlio dell'imperatore Guangwu e dalla sua prima moglie, la consorte Yin Lihua. All'epoca era ancora un funzionario al servizio dell'imperatore Gengshi e aveva sposato Yin nel 23 e, dopo essere diventato imperatore nel 25, avrebbe voluto crearla sua imperatrice, ma lei rifiutò perché a quel punto non aveva ancora avuto figli. Invece, appoggiò la consorte Guo, che aveva già avuto un figlio (Liu Jiang (劉疆)), e l'imperatore Guangwu creò la consorte Guo imperatrice e il principe Jiang principe ereditario nel 26. Tuttavia, la nascita del principe Yang nel 28 era ancora considerata un evento importante.

## Duca/principe di Donghai e principe ereditario
Nel 39, l'imperatore Guangwu creò tutti i suoi figli, oltre al principe ereditario Jiang, duchi, e il principe Yang fu creato duca di Donghai. Divenne presto noto per la sua intelligenza, anche in giovane età, e spesso dava rapidi giudizi su situazioni che si rivelavano corretti. L'imperatore Guangwu rimase molto colpito da lui.
All'età di 41 anni, l'imperatrice Guo aveva perso il favore e le sue continue lamentele irritavano l'imperatore Guangwu. Nel 41, la depose e fece invece imperatrice Yin, la madre del duca Yang. Tutti i duchi imperiali furono promossi a principi per accogliere il nuovo titolo dell'imperatore Guangwu per l'imperatrice Guo, la principessa vedova di Zhongshan (dopo aver nominato suo figlio Liu Fu (劉輔) principe di Zhongshan) e il duca Yang venne creato principe di Donghai.
Dopo che l'imperatrice Guo fu deposta, suo figlio, il principe ereditario Jiang, era preoccupato per il fatto di rimanere principe ereditario e chiese ripetutamente di essere sostituito. L'imperatore Guangwu inizialmente era riluttante a deporre madre e figlio, ma nel 43 decise di scambiare le posizioni dei principi Jiang e Yang. Creò il principe Jiang, principe di Donghai e Yang divenne principe ereditario. In quel momento, cambiò il nome del principe Yang in Zhuang, forse perché Yang (che significa "sole") era un personaggio così comunemente usato che la legge sui nomi cinesi proibiti avrebbe creato troppi problemi alle persone. Il nuovo nome non era privo di problemi e molti membri del clan Zhuang furono costretti a cambiare i loro nomi.
Nel 51, la donna che alla fine sarebbe diventata la sua imperatrice, la consorte Ma, la figlia più giovane del famoso generale Ma Yuan, sarebbe diventata una sua consorte. Lei aveva 12 anni e lui 23. Sarebbe diventata una delle sue preferite, ma non diede mai alla luce un figlio. Sua nipote (la figlia della sorella maggiore), la consorte Jia, anche lei consorte del principe ereditario Zhuang, diede alla luce un bambino: Liu Da (劉炟). Sotto la direzione del principe ereditario Zhuang, la consorte Ma adottò il figlio della consorte Jia come suo figlio.
In qualità di principe ereditario, al principe Zhuang veniva spesso richiesto di esprimere opinioni su questioni importanti. Nel 51 fu coinvolto nel prendere una decisione importante e corretta nella relazione degli Han con Xiongnu. A quel punto, nello Xiongnu ci fu una guerra civile e si divise in due, con il Nord Xiongnu governato da Chanyu Punu (蒲奴) e lo Xiongnu meridionale governato da Chanyu Bi (比). Gli Han si erano alleati con il Sud Xiongnu e, in risposta, Chanyu Punu, desiderando la pace con gli Han, chiese un matrimonio heqin. Il principe Zhuang suggerì all'imperatore Guangwu di rifiutare la proposta, ragionando sul fatto che il Nord Xiongnu aveva fatto la proposta per allontanare il Sud Xiongnu dagli Han e l'imperatore Guangwu acconsentì.
Nel 57, l'imperatore Guangwu morì e il principe ereditario Zhuang salì al trono come imperatore Ming.

## Regno
A causa di un tabù sui nomi, le persone con il cognome Zhuang (莊) furono costrette a cambiare il proprio cognome in Yan (嚴).
L'imperatore Ming si affermò rapidamente come un diligente e capace amministratore dell'impero. Fece molte cose per cercare di eliminare i funzionari corrotti, spesso mettendoli a morte se venivano scoperti.
Una cosa per cui gli storici tradizionali lo elogiavano era il suo trattamento equo dei suoi fratelli da parte dell'imperatrice Guo deposta, trattati come se fossero nati anche da sua madre, l'imperatrice vedova Yin. Nel 58, quando suo fratello maggiore, il principe Jiang di Donghai (l'ex principe ereditario) morì, ordinò che i principi e gli ufficiali maggiori partecipassero al funerale del principe Jiang, un onore molto insolito, a Lucheng (魯 城, nella moderna Jining, Shandong), la capitale di Donghai.
Nel 59, su suggerimento del fratello Liu Cang (劉蒼) principe di Dongping, l'imperatore Ming istituì una serie di rituali confuciani, in cui l'imperatore onorava personalmente i funzionari che lo avevano aiutato, per dimostrare la sua umiltà.
Nel 60, creò la sua consorte preferita Ma (che era anche una delle preferite di sua madre, l'Imperatrice Dowager Yin), imperatrice, e creò il suo figlio adottivo, il principe Da, principe ereditario.
Lo stesso anno, per onorare i generali e gli ufficiali che avevano assistito suo padre, l'imperatore Guangwu nel ristabilire la dinastia Han, l'imperatore Ming, forse facendo eco a ciò che aveva fatto l'imperatore Xuan, fece disegnare i ritratti di 28 di loro su una torre del palazzo (nota come "Yuntai 28 Generali"). Successivamente, furono aggiunti altri quattro ritratti. Tuttavia, Ma Yuan, poiché era il padre dell'imperatrice, non ricevette questo onore.
Durante la prima parte del suo regno, lo Xiongnu del Nord continuò a essere una minaccia costante sia per gli Han che per il loro alleato Xiongnu del Sud. L'imperatore Ming si impegnò in una varietà di tattiche militari ed economiche per cercare di mantenere la pace con il Nord Xiongnu e ottenne un grande successo. Nel 65 stabilì una forza permanente di difesa del confine, nota come Esercito Duliao (度遼營), incaricato di proteggere i confini settentrionali e quelli dello Xiongnu meridionale, nonché di impedire alla popolazione dello Xiongnu meridionale di disertare verso lo Xiongnu settentrionale.
Nel 66, in quella che sarebbe poi diventata la prima università imperiale della storia cinese, l'imperatore Ming costruì una scuola confuciana nella capitale Luoyang, per i figli di alti funzionari e marchesi. Erano presenti anche i figli dei nobili dello Xiongnu meridionale.

## Tardo regno

### Le esecuzioni di massa legate a Chu e Huaiyang
L'imperatore Ming, all'inizio del suo regno, era noto per la sua generosità e affetto verso i suoi fratelli. Ciò, tuttavia, apparentemente fece sì che alcuni di loro si impegnassero in comportamenti che all'epoca erano considerati tabù e li portò a essere severamente puniti dall'imperatore, portando anche a due importanti esecuzioni di massa che cancellarono il regno dell'imperatore Ming.
Il primo di questi incidenti avvenne nel 66-67 e fu relativamente incruento. L'ambizioso principe Jing di Guanglin voleva diventare imperatore e complottò con le persone sotto di lui per ribellarsi. Quando la notizia giunse all'imperatore, confessò e Ming inizialmente lo risparmiò e gli permise di rimanere principe di Guanglin, ma lo privò dei suoi poteri politici. Tuttavia, in seguito il principe Jing assunse degli stregoni per maledire l'Imperatore Ming. Dopo essere stato scoperto, ancora una volta Ming inizialmente non prese alcun provvedimento, ma nel 67 costrinse il principe Jing a suicidarsi.
Il successivo incidente non sarebbe stato così esangue. Nel 70, il principe Ying di Chu, per inciso, l'unico figlio dell'imperatore Guangwu non nato da nessuna delle sue imperatrici ma dalla consorte Xu, assunse degli stregoni per creare tartarughe d'oro e gru di giada e scolpì personaggi che chiedevano benedizioni insolite su di loro, uno dei maggiore tabù all'epoca. Inoltre, si scoprì che aveva realizzato scritti rivoluzionari. L'imperatore Ming non lo mise a morte, ma lo depose dal suo principato, lo esiliò e lo rese un cittadino comune (ma con un piccolo feudo di 500 famiglie). Nel 71, il principe Ying si suicidò in esilio. Tuttavia, l'indagine non si concluse. Per ordine dell'Imperatore Ming, i soci del principe Ying (ma non la sua famiglia) furono duramente torturati e interrogati, e chiunque chiamassero come complice fu arrestato e ulteriormente torturato e interrogato. Gli stessi interroganti approfittarono di questa opportunità per accusare falsamente molti altri di cospirazione. Durante le indagini morirono decine di migliaia di persone, sia per le torture che per le esecuzioni. Solo dopo l'intercessione dell'imperatrice Ma e le petizioni persuasive di uno degli interroganti, Han Lang (寒朗), gli interrogatori vennero interrotti.
Un incidente simile accadde nel 73, quando il principe Yan di Huaiyang fu accusato di aver assunto stregoni per maledire l'imperatore Ming. Molti dei soci del principe Yan furono giustiziati, e ce ne furono anche molti altri che furono giustiziati o esiliati dopo che furono effettuati interrogatori in stile Chu. Il principe Yan non fu giustiziato, ma fu retrocesso dal suo principato a livello di comando a principe di Fulin, con solo due contee nel suo principato.

### Campagne contro Nord Xiongnu e riaffermazione della sovranità su Xiyu
Nel 73, infastidito dalle continue incursioni del Nord Xiongnu contro Han, l'Imperatore Ming ordinò ai suoi generali Geng Bing (耿秉) e Dou Gu (竇固) di guidare un'importante spedizione contro il Nord Xiongnu. Ebbero soltanto piccoli successi, ma dimostrarono al Nord Xiongnu che gli Han erano ora in grado di contrattaccare.
Dou, come parte della sua campagna, inviò il suo assistente Ban Chao a visitare il regno Xiyu, Xinjiang moderno ed ex Asia centrale sovietica) di Shanshan (all'estremità orientale del Deserto del Taklamakan. I regni di Xiyu si erano a lungo sottomessi all'autorità dello Xiongnu settentrionale e, incapaci di sopportare le pesanti tasse, avevano spesso chiesto che gli Han intervenissero e riaffermassero la sovranità che era stata stabilita durante la dinastia Han occidentale, a partire dal regno dell'imperatore Wu. Tuttavia, erano stati costantemente respinti dagli imperatori Guangwu e Ming, che giudicavano Han non sufficientemente forte per impegnarsi in una campagna a Xiyu. Inizialmente, il re di Shanshan era molto contento e accolse gli ambasciatori Han come ospiti d'onore, ma alla fine l'accoglienza svanì. Ban si rese conto che gli ambasciatori del Nord Xiongnu dovevano essere arrivati. Scoprì dove si trovavano e, in un raid notturno, massacrarono gli ambasciatori dello Xiongnu. Il re di Shanshan era scioccato ma un po' contento e si sottomise ancora una volta alla sovranità di Han.
L'imperatore Ming promosse Ban e gli chiese di fare visita allo Yutian ("Khotan"), allora il regno più forte nel sud di Xiyu, che aveva una forte alleanza con il Nord Xiongnu. Guangde (廣德), il re di Yutian, si fidava del suo principale stregone, che richiese il cavallo di Ban. Ban accettò di dargli il cavallo, e quando lo stregone arrivò per prendere il cavallo, lo giustiziò immediatamente e rimandò la sua testa a Guangde. Guangde fu colpito e si sottomise alla sovranità di Han. Con Yutian che si era sottomesso, anche i regni Xiyu in gran parte si sottomisero.
Nel 74, Dou e Geng guidarono un'importante spedizione militare contro un importante alleato rimasto al Nord Xiongnu, Cheshi (車 師, più o meno la moderna Prefettura Autonoma di Changji Hui, Xinjiang). Cheshi si sottomise, e su suggerimento di Dou, venne ripristinato l'ufficio del protettore generale di Xiyu (都護). Una spedizione del Nord Xiongnu, nel 75, per riconquistare Cheshi fu respinta da Geng Gong (耿恭), uno dei deputati del protettore generale.

### Morte
Nel 75, l'imperatore Ming morì. Il suo testamento ordinò che nessun tempio fosse costruito per lui e che fosse adorato solo come parte dell'adorazione di sua madre, l'Imperatrice Dowager Yin. Questa divenne una riforma sistematica che il resto degli imperatori della dinastia Han orientale seguì in gran parte; non avevano templi separati costruiti per se stessi, ma invece erano adorati insieme all'imperatore Guangwu. Questo fu un grande risparmio rispetto al sistema Han occidentale di costruire un tempio separato per ogni imperatore. Suo figlio, il principe ereditario Da, salì al trono come imperatore Zhang.

## Famiglia
Consorti:
- Imperatrice Mingde, del clan Ma di Fufeng (明德皇后 扶風馬氏; 39–79)
- Guiren, del clan Jia (貴人 賈氏)
  - Liu Da, imperatore Xiaozhang (孝章皇帝 劉炟; 57-88), quinto figlio
  - Principessa Pingyang (平陽公主), nome personale Nu (奴), seconda figlia
    - Sposò Feng Shun (馮順)
- Guiren, del clan Yin (貴人 陰氏)
  - Liu Chang, principe Jie di Liang (梁節王 劉暢; m. 98), settimo figlio
- Sconosciuta
  - Liu Jian, principe Ai di Qiancheng (千乘哀王 劉建; m. 61), primo figlio
  - Liu Xian, principe Jing di Chen (陳敬王 劉羨; m. 97), secondo figlio
  - Liu Gong, principe Jing di Pengcheng (彭城靖王 劉恭; m. 117), terzo figlio
  - Liu Dang, principe Jing di Lecheng (樂成靖王 劉黨; 58–96), quarto figlio
  - Liu Yan, principe Hui di Xiapi (下邳惠王 劉衍; 64–126), sesto figlio
  - Liu Bing, principe Qing di Huaiyang (淮陽頃王 劉昞; m. 87), ottavo figlio
  - Liu Chang, principe Dao di 濟陰悼王 劉長; m. 84), nono figlio
  - Principessa Huojia (獲嘉公主), nome personale Ji (姬), prima figlia
    - Sposò Feng Zhu, marchese Yangyi (馮柱), e ebbe un figlio

  - Principessa Longlü (隆慮公主), nome personale Ying (迎), terza figlia
    - Sposò Geng Xi, marchese Mouping (耿襲)

  - Principessa Pingshi (平氏公主), nome personale Ci (次), quarta figlia
  - Principessa Qinshui (沁水公主), nome personale Zhi (致), quinta figlia
    - Sposò Deng Gan, marchese Gaomi (鄧乾; d. 95)

  - Principessa Pinggao (平皋公主), nome personale Xiaoji (小姬), sesta figlia
    - Sposò Deng Bo, marchese Chang'an (鄧蕃)

  - Principessa Junyi (浚儀公主), nome personale Zhong (仲), settima figlia
    - Sposò Wang Du, marchese Yang (王度)

  - Principessa Wu'an (武安公主), nome personale Hui (惠), ottava figlia
    - Sposò Lai Leng, marchese Zhengqiang (來棱), e ebbe un figlio

  - Principessa Luyang (魯陽公主), nome personale Chen (臣), nona figlia
  - Principessa Leping (樂平公主), nome personale Xiaoying (小迎), decima figlia
  - Principessa Cheng'an (成安公主), nome personale Xiaomin (小民), undicesima figlia